# Oratorio di Sant'Antonio da Padova (Caldana)
L'oratorio di Sant'Antonio da Padova è un edificio religioso situato a Caldana, nel comune di Gavorrano in provincia di Grosseto.

## Storia
L'oratorio è stato costruito nel 1670 per volere del conte Annibale Bichi.

## Descrizione
La facciata, animata da quattro lesene sormontate da un architrave, è frutto di un intervento ottocentesco; nell'interno a navata unica spicca l'altare maggiore eretto in gesso e stucco nel 1678 seguendo stilemi classicheggianti dal capomastro luganese Domenico Notari. Le cornici in stucco, ai lati dell'altare maggiore, racchiudono due piccoli dipinti seicenteschi d'ambito senese: quello di sinistra presenta l'Apparizione della Madonna, di Cristo, di sant'Antonio da Padova e di san Biagio a san Guglielmo in preghiera; quello di destra raffigura un tema tipicamente controriformato, l'Angelo custode con il Bambino Gesù che contempla gli strumenti della Passione.